# Хамну
Хамну (/kʰəm.nu/) — донька прем'єр-міністра Хумана Пуремби з Стародавнього Мойранга. Біологічно вона є дочкою короля Чінгкху Телхейби з Стародавнього Мойранга. та старшою сестрою Хумана Хамби. Найбільш відома тим, що виховувала свого молодшого брата, коли той був ще дитиною. Двоє братів і сестер стали сиротами ще в дитинстві. Аби не потрапити у лихо вона втекла з молодшим братом із рідного міста. Вони знайшли притулок у селі вождя Кабуї в горах.
Хамну та її молодшого брата Хамба по-батьківськи опікувалися генералом Тонгленом і дворянином Чаоба Нонгтонба до і після того, як вони жили в селі Кабуї на пагорбах.

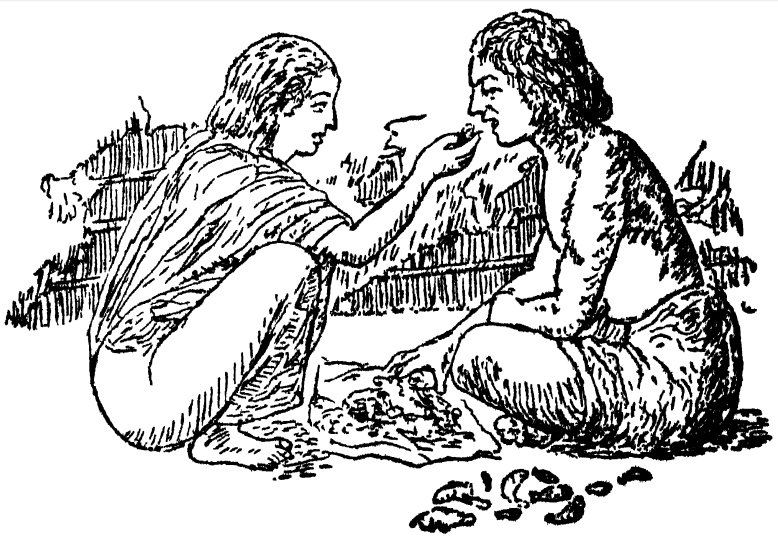
Хамну годує свого молодшого брата Хумана Хамбу.

Хамну дуже багато працювала, щоб виховати свого молодшого брата. Тому її часто порівнюють з Кунті з Магабгарати.

## Раннє життя
Батьки Хамну померли. Після цього життя стало дуже важким для неї та її брата Хумана Хамби. Брат був ще немовлям. Хамну ходила з місця на місце, щоб отримати допомогу для роботи в Мойранзі. Вона лущила рис для деяких людей. Жінки, які одержували рисом, платили їй, годуючи грудьми немовля Хамбу. Так вона працювала і отримувала допомогу, поки вони з братом не стали дорослими. Щоб заробити на життя, Кхамну продавав деревину на ринку Мойранга. Одного разу принцеса Тойбі відвідала ринок. Вона помітила Хамну, дивне нове обличчя. Вона багато чого запитувала у Хамну. Вона навіть подарувала Хамну їжу та коштовності. Кхамну і Тойбі зустрілися ще раз. Тойбі попросила Хамну піти з нею, коли вона пішла на риболовлю до озера Локтак. Тож Хамну супроводжувала принцесу в спортивних змаганнях на озері.
Якось принцеса Тойбі відвідала будинок Хамну. Тим часом Хамну пішла на ринок, щоб принести фрукти. За відсутності Кхамну Тойбі вручила Хамбі подарунки. Обидва зв'язали себе клятвою перед богом Хуман Покпою. Вони випили воду, в яку вмочили золотий браслет. Вони поклялися бути коханцями назавжди. Після цієї клятви Тойбі зверталася до Хамну як «сестра».

## Викриття прихованої особистості
Молодший брат Хамну Хамба разом з іншими чоловіками вступив до клубу боротьби. Під час боротьби Хамба переміг Нонгбана. Нонгбан був чемпіоном з усіх борців у королівстві. Після поразки Нонгбана, довго невідома особистість Хамби стала відомою всім. Він син великого воїна Хумана Пуренби. При цьому міністр Нонгтонба згадав шлюбні заручини між Фейроіджамбою, його первістком, і Кхамну. Вони пішли до Хамну. Хамну сховалася в жіночій камері. Вони плакали і дуже сумували. Тут вийшов Хамну. Вона отримала від них подарунки. З цього часу Кхамну та її брата Хамба завжди підтримували міністр Нонгтонба, міністр Тонглен і Фейроїджамба в будь-якому способі життя.

## Секрет небезпечного бика
Молодшому брату Кхамну, Хуману Хамбі, було наказано захопити бика Као з королівства Хуман . При цьому Хамну відкрив Хамбі таємницю Као (бика), щоб Хамба міг його зловити. Вона сказала,
"Колись цей великий бик був володарем стада вашого батька. Іди до нього, назви йому на вухо ім'я свого батька і покажи йому цю шовкову мотузку."
У день пригоди Хамба зробив усе, як веліла йому сестра. Так удалось приручити бика.

## Шлюб
Кхамну і Фейроїджамба одружилися після весілля Кхумана Хамби і Мойранга Тойбі. Її шлюбні заручини були встановлені Нонгтгольбою і покійним Пуренба давно.

## Названі на честь

### Ринок
Khamnu Keithel (буквально «ринок Кхамну») був побудований за 9 крор індійських рупій (1,2 мільйона доларів США) за проєктом Управління планування та розвитку (PDA) у Мойранзі.

## Інші веб-сайти
- Khamnu_archive.org
- Khamnu_e-pao.net